# Wahlkreis Sonneberg I
Der Wahlkreis Sonneberg I (Wahlkreis 19) ist ein Landtagswahlkreis in Thüringen.
Er umfasst vom Landkreis Sonneberg die Gemeinden Föritztal, Frankenblick, Schalkau und Sonneberg.

## Landtagswahl 2024
Die Landtagswahl fand am 1. September 2024 statt.
| Landtagswahl in Thüringen 2024 – WK Sonneberg IZweitstimmen %50403020100 40,2 %24,9 %15,2 %10,4 %3,5 %1,2 %1,1 %0,9 %0,7 %0,5 %0,4 %1,0 % AfDCDUBSWLinkeSPDGrüneFWTier. hierFDPBDWUSonst.Gewinne und Verlusteim Vergleich zu 2019 %p 16 14 12 10 8 6 4 2 0 −2 −4 −6 −8−10−12−14−16−18+12,9 %p−2,2 %p+15,2 %p−18,0 %p−2,6 %p−2,1 %p+1,1 %p−0,3 %p−2,0 %p+0,5 %p+0,4 %p−2,9 %pAfDCDUBSWLinkeSPDGrüneFWTier. hierFDPBDWUSonst. |

| Gegenstand der Nachweisung | Gegenstand der Nachweisung | Erst- stimmen | Erst- stimmen | Zweit- stimmen | Zweit- stimmen |
| Bewerber                   | Partei                     | Anzahl        | %             | Anzahl         | %              |
| -------------------------- | -------------------------- | ------------- | ------------- | -------------- | -------------- |
| Wahlberechtigte            | Wahlberechtigte            | 32.072        | 32.072        | 32.072         | 32.072         |
| Wähler                     | Wähler                     | 23.077        | 23.077        | 23.077         | 72,0           |
| Ungültige Stimmen          | Ungültige Stimmen          | 375           | 1,6           | 195            | 0,8            |
| Gültige Stimmen            | Gültige Stimmen            | 22.702        | 98,4          | 22.882         | 99,2           |
| davon                      |                            |               |               |                |                |
| Susanna Karawanskij        | DIE LINKE                  | 2.209         | 9,7           | 2.385          | 10,4           |
| Jürgen Treutler            | AfD                        | 9.680         | 42,6          | 9.201          | 40,2           |
| Beate Meißner              | CDU                        | 8.914         | 39,3          | 5.708          | 24,9           |
| Thomas Hofmann             | SPD                        | 834           | 3,7           | 793            | 3,5            |
|                            | GRÜNE                      |               |               | 267            | 1,2            |
|                            | FDP                        | 158           | 0,7           |                |                |
|                            | TIERSCHUTZ hier!           | 200           | 0,9           |                |                |
| Martin Truckenbrodt        | ÖDP / Familie ..           | 307           | 1,4           | 83             | 0,4            |
|                            | PIRATEN                    |               |               | 56             | 0,2            |
| Andreas Eifler             | MLPD                       | 122           | 0,5           | 47             | 0,2            |
|                            | BÜNDNIS DEUTSCHLAND        |               |               | 103            | 0,5            |
|                            | BSW                        | 3.470         | 15,2          |                |                |
|                            | FAMILIE                    | 67            | 0,3           |                |                |
| Robert Bauer               | FREIE WÄHLER               | 636           | 2,8           | 245            | 1,1            |
|                            | WU                         |               |               | 99             | 0,4            |

## Landtagswahl 2019
Die Landtagswahl fand am 27. Oktober 2019 statt.
| Direktkandidat      | Partei                      | Wahlkreisstimmen in % | Landesstimmen in % |
| ------------------- | --------------------------- | --------------------- | ------------------ |
| Beate Meißner       | CDU                         | 41,5                  | 27,1               |
| Knut Korschewsky    | DIE LINKE                   | 20,5                  | 28,4               |
| Petra Lenk          | SPD                         | 4,9                   | 6,1                |
| Robert Sesselmann   | AfD                         | 27,4                  | 27,3               |
| Beate Kittel        | GRÜNE                       | 2,7                   | 3,3                |
| –                   | NPD                         | –                     | 0,4                |
| Christian Wollny    | FDP                         | 1,8                   | 2,7                |
| –                   | PIRATEN                     | –                     | 0,3                |
| –                   | Die PARTEI                  | –                     | 1,2                |
| –                   | KPD                         | –                     | 0,1                |
| –                   | TIERSCHUTZ hier!            | –                     | 1,2                |
| –                   | BGE                         | –                     | 0,1                |
| –                   | DIE DIREKTE!                | –                     | 0,2                |
| –                   | Blaue #Team Petry Thüringen | –                     | 0,0                |
| –                   | Graue Panther               | –                     | 0,3                |
| Andreas Eifler      | MLPD                        | 0,3                   | 0,3                |
| Martin Truckenbrodt | ÖDP                         | 0,9                   | 0,8                |
| –                   | Gesundheitsforschung        | –                     | 0,2                |

## Landtagswahl 2014
Bei der Landtagswahl in Thüringen 2014 traten folgende Kandidaten an:
| Name                              | Partei    | Anteil der Erststimmen |
| --------------------------------- | --------- | ---------------------- |
| Beate Meißner                     | CDU       | 48,1 %                 |
| Knut Korschewsky                  | DIE LINKE | 30,7 %                 |
| David-Christian Eckardt           | SPD       | 13,1 %                 |
| Filip Heinlein                    | GRÜNE     | 4,1 %                  |
| Frank Neubert                     | NPD       | 4,0 %                  |
| Wahlberechtigte: 34.322 Einwohner |           |                        |
| Wahlbeteiligung: 46,6 %           |           |                        |

## Landtagswahl 2009
Bei der Landtagswahl in Thüringen 2009 traten folgende Kandidaten an:
| Name                              | Partei    | Anteil der Erststimmen |
| --------------------------------- | --------- | ---------------------- |
| Beate Meißner                     | CDU       | 43,2 %                 |
| Michael Gerstenberger             | Die Linke | 34,2 %                 |
| David-Christian Eckardt           | SPD       | 18,1 %                 |
| Mike Steiner                      | NPD       | 4,5 %                  |
| Wahlberechtigte: 36.545 Einwohner |           |                        |
| Wahlbeteiligung: 52,4 %           |           |                        |

## Landtagswahl 2004
Bei der Landtagswahl in Thüringen 2004 traten folgende Kandidaten an:
| Name                              | Partei         | Anteil der Erststimmen |
| --------------------------------- | -------------- | ---------------------- |
| Christine Zitzmann                | CDU            | 45,1 %                 |
| Christoph Schwarze                | PDS            | 27,2 %                 |
| David-Christian Eckardt           | SPD            | 15,9 %                 |
| Frank Laaser                      | FDP            | 6,0 %                  |
| Ringo Muggenthaler                | Sonneberg 2004 | 5,9 %                  |
| Wahlberechtigte: 38.081 Einwohner |                |                        |
| Wahlbeteiligung: 49,7 %           |                |                        |

## Landtagswahl 1999
Bei der Landtagswahl in Thüringen 1999 traten folgende Kandidaten an:
| Name                              | Partei | Anteil der Erststimmen |
| --------------------------------- | ------ | ---------------------- |
| Christine Zitzmann                | CDU    | 50,3 %                 |
| David-Christian Eckardt           | SPD    | 23,6 %                 |
| Almuth Beck                       | PDS    | 22,4 %                 |
| Ulf Schmidt                       | REP    | 3,7 %                  |
| Wahlberechtigte: 38.345 Einwohner |        |                        |
| Wahlbeteiligung: 57,0 %           |        |                        |

## Bisherige Abgeordnete
Direkt gewählte Abgeordnete des Wahlkreises Sonneberg I waren:
| Jahr | Name               | Partei | Anteil der Erststimmen |
| ---- | ------------------ | ------ | ---------------------- |
| 2019 | Beate Meißner      | CDU    | 41,5 %                 |
| 2014 | Beate Meißner      | CDU    | 48,1 %                 |
| 2009 | Beate Meißner      | CDU    | 43,2 %                 |
| 2004 | Christine Zitzmann | CDU    | 45,1 %                 |
| 1999 | Christine Zitzmann | CDU    | 50,3 %                 |
| 1994 | Christine Zitzmann | CDU    | 37,0 %                 |